# Psammogorgia fucosa
Psammogorgia fucosa är en korallart som först beskrevs av Achille Valenciennes 1846.  Psammogorgia fucosa ingår i släktet Psammogorgia och familjen Plexauridae. Inga underarter finns listade i Catalogue of Life.